# Venom 2: Carnage přichází
Venom 2: Carnage přichází (v anglickém originále Venom: Let There Be Carnage) je americký akční film z roku 2021 režiséra Andyho Serkise, natočený na motivy komiksů z vydavatelství Marvel Comics o stejnojmenné postavě. V titulní roli se představil Tom Hardy, v dalších rolích se objevili Woody Harrelson, Michelle Williamsová a Reid Scott. Jedná o sequel filmu Venom a o druhý snímek filmové série Sony's Spider-Man Universe.
Natáčení bylo zahájeno v listopadu 2019. Uvedení filmu do amerických kin bylo původně oznámeno na 2. říjen 2020, kvůli pandemii covidu-19 bylo však toto datum několikrát posunuto a v září 2021 byla premiéra stanovena na 1. říjen 2021.

## Obsazení
- Tom Hardy jako Eddie Brock/Venom
- Woody Harrelson jako Cletus Kassady/Carnage
- Michelle Williamsová jako Anne Weyingová
- Naomie Harris jako Sandra Deel/Shriek
- Reid Scott jako Dr. Dan Lewis
- Stephen Graham jako Officer Pat Mulligan/Toxin
- Peggy Lu jako Paní Chanová
- Obie Matthew jako SFPD Detective
- Ed Kear jako Reveller
- J.K. Simmons jako J. Jonah Jameson (Potitulková scéna)